# Club Africain (Volleyball)
Die Volleyball-Abteilung des tunesischen Vereins Club Africain (arabisch النادي الإفريقي, DMG an-Nādī al-Ifrīqī) wurde 1943 gegründet. Die Herrenabteilung wurde Jahr 2001 aufgelöst. Die Damenabteilung, welche 1958 gegründet worden ist, spielt in der ersten Liga.

## Geschichte

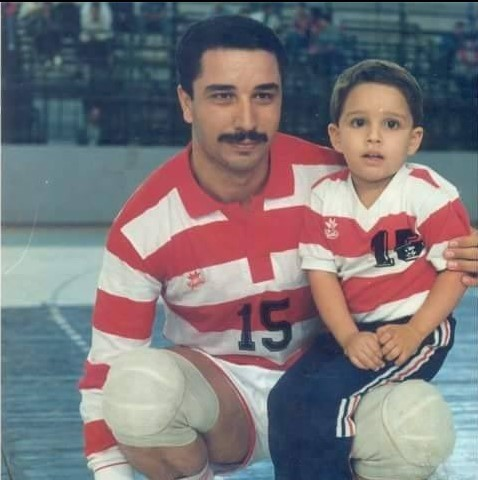
Volleyball-Vereinslegende Rachid Boussarsar gilt als einer der besten Volleyballer in der Geschichte Tunesiens und Afrikas

Bevor der Spielbetrieb 2001 eingestellt wurde, war die Herrenmannschaft in den Achtzigern und Neunzigern sehr erfolgreich. Die erste Meisterschaft hat man in der Saison 1980/81 errungen, als man die Saison mit nur einer Niederlage beendete und den Konkurrenten CS Sfax hinter sich ließ. In der darauffolgenden Spielzeit wurde man Vizemeister und verlor im Finale gegen die Mannschaft aus Sfax. 1982/83 gewannen die Herren der Volleyball-Abteilung das erste Double. 
Fünf Titel gewann man während der Saison 1991/1992, was bis heute ein ungebrochener Rekord im afrikanischen und arabischen Volleyball darstellt. Das Team gewann damals die Landesmeisterschaft, den Landespokal, die afrikanische Champions League, den afrikanischen Pokal der Pokalsieger und die arabische Champions League.
Die Mannschaft wurde 2001 aus finanziellen Gründen vom Vereinspräsidenten Farid Abbes aufgelöst.
Die Damenmannschaft wurde 1958 gegründet und gewann in ihrem ersten Erstliga-Jahr das Double aus Pokal und Meisterschaft. Zum ersten Kader gehörten die Schwestern Faïza und Jalila Hentati, Edith Serfati, Samia Zaouch, Saïda Ben Ahmed und die Französin Geneviève Tremsal. 1960 erreichte man erneut das Finale des tunesischen Pokals und verpasste nur knapp die Verteidigung der beiden Titel. Die nächste Meisterschaft wurde erst 1980 gewonnen, was aber eine erfolgreiche Ära einläuten sollte. In den Achtzigern gewann die Frauenmannschaft acht Meisterschaften, sechs tunesische Pokale und viermal in Folge die afrikanische Champions League. 
Zu Beginn des nächsten Jahrzehnts gelang es vier Meisterschaften, zwei Pokale und einen afrikanischen Pokal der Pokalsieger zu gewinnen. Nach einem Umbruch im Verein hat man 1996 die Frauenmannschaft aufgelöst, sie aber 2012 erneut ins Leben gerufen.
Der Mannschaft spielt wieder in der höchsten Spielklasse. Es ist nicht gelungen an die früheren Titel anzuknöpfen. Zehn Jahre später hatte man jedoch die Chance wieder einen Titel zu gewinnen, als man in der Saison 2021/22 das Pokalfinale erreichte. Das Spiel ging gegen den amtierenden Sieger der afrikanischen Champions League Club féminin de Carthage verloren.

## Erfolge

### Herrenmannschaft
| National | International |
| --- | --- |
| - Tunesische Meisterschaft (7) - Meister: 1981, 1983, 1989, 1990, 1991, 1992, 1994 - Tunesischer Pokal (5) - Pokalsieger: 1983, 1984, 1990, 1991, 1992 - Finalist: 1978, 1982 | - Afrikanische Champions League (3) - Sieger: 1991, 1992, 1993 - Afrikanischer Pokal der Pokalsieger (1) - Sieger: 1992 - Finalist: 1991 - Dritter: 1993 - Arabische Champions League (2) - Sieger: 1992, 1994 - Finalist: 1995 - Volleyball-Klub-Weltmeisterschaft - Siebter: 1991, 1992 |

### Frauenmannschaft
| National | International |
| --- | --- |
| - Tunesische Meisterschaft (13) - Meister: 1959, 1980, 1981, 1982, 1983, 1984, 1985, 1986, 1987, 1990, 1991, 1993, 1994 - Tunesischer Pokal (9) - Pokalsieger: 1959, 1983, 1984, 1985, 1987, 1988, 1989, 1990, 1991 - Finalist: 1960, 1976, 1977, 1978, 1981, 1982, 1993, 1995, 1996, 2022, 2025 | - Afrikanische Champions League (4) - Sieger: 1986, 1987, 1988, 1989 - Afrikanischer Pokal der Pokalsieger (1) - Sieger: 1992 |

## Heimhalle
Die Heimspiele trägt der Club Africain in Hallensportarten (Handball, Basketball, Volleyball) im Salle Chérif Bellamine aus. Die multifunktionale Halle wurde im Jahr 2001 erbaut.
Die Heimstätte wurde im Juli 2012 nach Chérif Bellamine (* 5. September 1940; † 24. Oktober 2011) benannt, welcher jahrelang Vereinspräsident war. Zuvor trug der Spielort den Namen Salle Gorjani.